# Code international de gestion de sécurité
Pour les articles homonymes, voir ISM.
 ISM pour International Safety Management, en français Code international de gestion de la sécurité est un code de sécurité applicable aux compagnies maritimes et entré en vigueur au 1er juillet 2002 pour tous les navires d'un tonnage supérieur à 500 (UMS).

## Historique
Son entrée en 1994 dans la convention Solas Chapitre IX montre la volonté des gouvernements de réduire le nombre d'accidents maritimes. Faisant suite aux réglementations sur la construction puis l'équipement des navires, les brevets, les visites de sécurité, les décisions d'effectif, on se focalise maintenant sur la gestion de la sécurité tant à terre (armateur, compagnie) qu'à bord des navires. Le drame du Herald of Free Enterprise de 1987 est resté dans toutes les mémoires.

## Détails
Le code est formulé en termes généraux, car il y a une très grande diversité de navires et de compagnies. Le code se borne donc à des principes et des objectifs. Une réflexion importante ainsi qu'un engagement est demandé aux compagnies, elles doivent assainir leur système existant.
- Une politique en matière de sécurité et de protection de l'environnement doit être définie par la compagnie et cette dernière doit veiller à ce qu'elle soit appliquée.
- Il faut définir les responsabilités, les pouvoirs et les relations.
- Il faut des ressources.
- Chaque compagnie doit désigner à terre (nominativement) une ou plusieurs personnes ayant directement accès au plus haut niveau de la direction et également préciser qu'à bord l'autorité supérieure appartient au capitaine et qu'il a la responsabilité de prendre les décisions concernant la sécurité et la prévention de la pollution et de demander l'assistance de la compagnie si cela s'avère nécessaire.

## Exigences du code
- Politique claire et précise (politique écrite et lue par tous les intervenants)
- Analyse systématique de risques (prévenir vaut mieux que guérir)
- Identification des éléments critiques (quelles sont les choses à surveiller de près)
- Définitions des responsabilités (qui fait quoi, quand, comment)
- Amélioration des compétences (stages de remise à niveau)
- Mise en place de procédures (aide mémoire pour différentes situations)
- Préparation aux situations d'urgence (exercices fréquents)
- Amélioration des relations terre/navire (se rencontrer pour se comprendre)
- Contrôle de l'existence de documentation nécessaire (vérification de la disponibilité de la documentation)
- Mise en place d 'audits internes et externes (auto critique et examen par une personne étrangère)
- Mise en place de retours d'expérience (tout accident, presque accident ou incident doit être rapporté et étudié)
- Faire évoluer le système en permanence (le système n'est pas figé, chacun le fait évoluer)

## Résumé
La mise en place du code ISM a été d'une importance primordiale dans l'évolution de la sécurité maritime.
Le code n'est pour le moment pas applicable aux navires de pêche, mais cela ne saurait tarder du moins pour les plus grands d'entre eux. Les navires de pêche doivent aujourd'hui rédiger un document unique de prévention (DUP) qui est un premier pas vers un code ISM.
On aurait pu imaginer qu'après des années de fonctionnement, les navires poubelles (navires sous-normes) aient complètement disparu, ce n'est malheureusement toujours pas le cas (année 2012). 
L'audit externe est effectué par une société de classification ou par l'autorité du pavillon du navire qui délivre une certification. En France, la certification des navires est assurée par les inspecteurs de la sécurité des navires, civils ou militaires, ayant la qualification de conducteur d'audit.

« La pierre angulaire d'une bonne gestion de la sécurité est l'engagement au plus haut niveau de la direction. Lorsqu'il s'agit de sécurité et de prévention de la pollution, ce sont l'engagement, la compétence, les attitudes et la motivation des personnes individuelles à tous les niveaux qui déterminent le résultat final. »

— Extrait de la résolution  A 741 (18) adoptée le 4 novembre 1993.